# 传递集合
傳遞集合、即在ZF或ZFC集合论中，一个集合(或类){\displaystyle X}是传递的，如果 
- {\displaystyle \forall y\forall z\ (y\in X)\land (z\in y)\Rightarrow (z\in X)}

或等價地，
- {\displaystyle \forall y(y\in X)\Rightarrow (y\subseteq X)}

或者
- {\displaystyle \cup X\subseteq X}

設{\displaystyle x}為傳遞集，於是由{\displaystyle z\in y\in x}能推出{\displaystyle z\in x--}這和偏序的傳遞性類似。因此，說{\displaystyle x}是傳遞集相當於說{\displaystyle (x,\in )}是一個偏序集。
在其它有基本元素的概念的集合論中，傳遞性可以說成
- 如果{\displaystyle B}不是基本元素且{\displaystyle B\in A}，則{\displaystyle B\subseteq A}

不包含基本元素的一个集合{\displaystyle A}是传递性的，当且仅当 {\displaystyle A\subset {\mathcal {P}}(A)}。

## 传递闭包
集合{\displaystyle A}的传递闭包是滿足{\displaystyle A\subseteq B}的（在包含關係下）最小的传递集{\displaystyle B} 。
設{\displaystyle X}為集合，则{\displaystyle X}的传递闭包可以直觀地描述成:
{\displaystyle \cup \{X,\cup X,\cup \cup X,\cup \cup \cup X,\cup \cup \cup \cup X,\ldots \}}。

## 传递类
传递类经常用于构造集合论自身的释义，通常叫做内模型。原因是有界公式所定义的性质对于传递类是绝对的。

## 序數
序数可以被定义为成员均是传递集的传递集。